# یاکوب کامینسکی (بازیگر)
یاکوب کامینسکی (لهستانی: Jakub Kamieński؛ زادهٔ ۲۰ مه ۱۹۷۹) بازیگر اهل لهستان است.
از فیلم‌ها یا مجموعه‌های تلویزیونی که وی در آن‌ها نقش داشته است، می‌توان به جهان به روایت خانواده کیپسکی، در خوشی و سختی، عشق اول، رنگ‌های خوشبختی، پیمان ورشو، کمیسر آلکس، فرصت دوباره، قانون حقیقی، ۱۹۳۹ نبرد وسترپلاته، من یک قاتلم، یوما و رز کوچک اشاره نمود.